# 實龍崗體育場

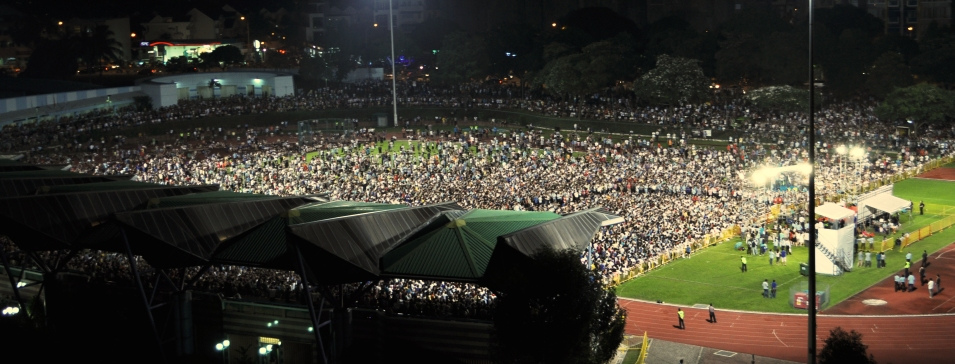
实龙岗体育场举行的一场大型集会

實龍崗體育場（英語：Serangoon Stadium）是一個位於新加坡實龍崗杨厝港路的多用途運動場，在1993年建造及在1994年3月1日對外開放。
此體育場為公共體育場，可供市民用作休憩和運動用途。自啟用後，運動場舉了不少大型活動，例如工人黨在2006、2011和2015年新加坡大選時便用此體育場作為阿裕尼集選區集會。